# Tvärflyn
Tvärflyn är en sjö i Strömsunds kommun i Jämtland och ingår i Ångermanälvens huvudavrinningsområde. Sjön har en area på 0,141 kvadratkilometer och ligger 515,3 meter över havet. Tvärflyn ligger i Frostvikenfjällen Natura 2000-område. Sjön avvattnas av vattendraget Gransjöån.

## Delavrinningsområde
Tvärflyn ingår i det delavrinningsområde (716993-144905) som SMHI kallar för Utloppet av Tvärflyn. Medelhöjden är 587 meter över havet och ytan är 2,8 kvadratkilometer. Räknas de 16 avrinningsområdena uppströms in blir den ackumulerade arean 83,55 kvadratkilometer. Gransjöån som avvattnar avrinningsområdet har biflödesordning 4, vilket innebär att vattnet flödar genom totalt 4 vattendrag innan det når havet efter 291 kilometer. Avrinningsområdet består mestadels av skog (78 procent) och sankmarker (17 procent). Avrinningsområdet har 0,14 kvadratkilometer vattenytor vilket ger det en sjöprocent på 5 procent.